# 和信治癌中心醫院
醫療財團法人辜公亮基金會和信治癌中心醫院，簡稱和信治癌中心醫院及和信醫院，舊稱辜公亮基金會孫逸仙治癌中心醫院，由台灣的和信集團在1988年籌備成立，隸屬於集團內的醫療財團法人辜公亮基金會。於1990年3月開院時，租用臺北市立仁愛醫院兩層樓的空間作為臨時中心，床數共計52床；後於1997年8月遷至台北市北投區立德路之永久中心，並於隔年正式對外更名為和信治癌中心醫院。

## 概要
和信治癌中心醫院的前身孫逸仙治癌中心醫院，原本是台灣「國家癌症中心」計畫的一環；1987年，時任美國杜克大學醫學中心內科教授的黃達夫醫師，在行政院政務委員李國鼎先生的邀請下，著手研擬國家癌症中心評估計畫；該計劃預定於台北現有的某一所綜合醫院內，發展一個具有50個病床的小規模原型，後續分別在台灣的中部、南部、以及東部增設三個分支計畫，最後建立一所國家級的研究機構做為癌症網絡的領導單位。國家癌症中心評估計畫發表後，於同年9月22日、衛生署舉辦之「台灣地區癌症防治及研究計畫」研討會中，以「時機未到」為由暫緩；後於李國鼎先生推動下，邀請蔣彥士、辜振甫、施純仁、吳三連等國內政經界、醫學界人士共同發起，經過一年多的籌設，最終由辜振甫先生創立的和信集團主導成立「財團法人辜公亮基金會孫逸仙治癌中心醫院」，黃達夫教授擔任醫院執行長，延續「國家癌症中心」的計畫精神。
和信醫院是台灣少數的美國式醫院，特別重視醫院整體空間設計、感染管控與病醫關係，由全球知名醫療建築事務所NBBJ操刀規劃，同時也是台灣首間癌症專科醫院。該院為全台第一個使用專業空調除菌過濾系統Alfa Laval Kathabar （页面存档备份，存于）的醫療院所，並為少數不導入商店街及美食街等業外收入來源、藉以降低交叉感染及火災風險的醫院。和信醫院以限額門診量，以及多科整合之診治團隊來提升癌症醫療品質，率先全台將個案管理模式應用於癌症照護，亦為台灣少數採用固定薪制而非提成薪制（PPF, Proportional Physician Fee），將醫師薪資與門診服務數量脫鉤，藉以確保問診時間及品質的醫院，反映在高於全國平均近20%之五年存活率指標上，也是台灣最早引進先以放化療縮小腫瘤後，再進行手術治療此一概念的醫院。在歷任院長帶領下，每年皆有陽明醫學系及其他大學院校之學生前來實習（internship）與見習（clerkship）。
和信醫院總床數約為325床，為衛生署及教育部評定之特殊功能教學醫院，包括一般內科病床、外科、加護病房、安寧病房與腫瘤內科等，以治療癌症病人為主，急症處理室主要負責處理院內病人之緊急狀況及併發症，亦對外開放緊急醫療救護服務。其中在攸關照護品質的護病比表現上，和信醫院長年維持在1:4~1:6之間，優於全台絕大多數醫學中心等級醫院及衛福部制定之標準。
2025年，和信醫院在35周年慶系列活動中，公布癌症照護成果，包含乳癌、肺癌、大腸直腸癌、泌尿系癌、子宮體癌、頭頸癌等，在五年存活率的表現上皆大幅優於醫學中心及全國平均。

## 歷任院長
| 任次 | 姓名   | 任期           | 前職                          | 後職                     | 備註       |
| ---- | ------ | -------------- | ----------------------------- | ------------------------ | ---------- |
| 1    | 宋瑞樓 | 1990年－1998年 | 中央研究院院士                | 和信治癌中心醫院榮譽院長 | 創院院長   |
| 2    | 黃達夫 | 1998年－2024年 | 和信治癌中心醫院 董事長兼院長 | 和信治癌中心醫院 董事長  | 第二任院長 |
| 3    | 褚乃銘 | 2024年 -       | 和信治癌中心醫院 副院長       |                          | 現任院長   |

## 醫療科部
- 外科部
  - 一般外科
  - 泌尿外科
  - 耳鼻喉頭頸外科
  - 神經外科
  - 整形外科
  - 大腸直腸肛門外科
  - 胸腔外科

- 一般內科部
  - 一般內科
  - 腎臟內科
  - 心臟內科
  - 感染科
  - 神經內科
  - 消化肝膽科
  - 胸腔及加護內科
  - 內分泌科
- 復健科
- 麻醉科
- 婦科
- 放射腫瘤科
- 放射診斷科
- 核子醫學科
- 醫學物理科
- 牙科
- 兒童血液腫瘤科
- 腫瘤內科部
- 幹細胞移植與細胞治療部
- 眼科
- 精神科
- 緩和醫療科

- 病理檢驗部
  - 解剖病理科
  - 臨床病理科
- 藥劑科
- 營養部
- 大健康中心
- 急診室
- 護理部

## 多科整合診治團隊
- 乳癌團隊
- 肺癌及食道癌團隊
- 大腸直腸癌團隊
- 肝癌及上消化系癌團隊
- 婦癌團隊
- 頭頸癌及鼻咽癌團隊
- 泌尿系癌團隊
- 血液淋巴腫瘤團隊
- 軟組織、骨骼肉瘤及皮膚癌團隊
- 神經系癌團隊
- 內分泌腫瘤團隊
- 血液及骨髓造血幹細胞移植團隊
- 癌症疼痛團隊
- 緩和醫療團隊
- 加護病房團隊
- 營養團隊
- 身心團隊
- 兒童癌症團隊
- 長期追蹤門診團隊
- 良性乳房疾病暨篩檢整合診治團隊

## 媒體討論

### 再生醫療法反思
就立法院三讀通過《再生醫療雙法》可能造成之影響，院長黃達夫表示：「⋯⋯參與臨床試驗的病人必須認知，試驗成功，是要靠很好的運氣，失敗機會遠高於成功的機會。病人其實是在幫助新療法的研發，所以，一般臨床試驗的費用都是由研發單位負擔。等到試驗成功後，就能夠回收、賺錢。這是正常的遊戲規則。」、「不久前，衛福部首次公布，《特管法》下，細胞治療的療效。自2019年中開始收治病人，至2022年底，大約三年半的時間，完成治療人數共538人。衛福部強調細胞療法只是輔助療法，「尚無法斷定療效」。」。

### 台灣廣設粒子治療中心議題
針對台灣即將成為全球粒子治療中設備最密集之區域，如同另一個達文西手臂的資源配置奇觀，院長黃達夫提出參考數據：「英國人口是六千七百萬，接近台灣人口的三倍，他們一直到兩年前，才建置兩座質子治療中心；法國的人口是六千六百萬，跟英國差不多，他們有三個質子治療中心。而整個歐洲的人口是七億五千萬，總共有35個粒子治療中心，主要也是用於治療兒癌及成人罕病，而不是一般的癌症。」、「當記者問美國知名的癌症專家、歐巴馬總統的醫療政策顧問Dr. Zeke Emanuel，對於質子治療的看法時，他說，當你提供結果沒有更好，價格卻貴很多的醫療，叫做「inefficient」（效率低下）。如果投資這種儀器的醫院，虧錢了，你不必為他們憂心！原來美國是全球質子中心密度最高的國家，美國人口三億三千萬，有41家質子中心，都已經出問題了，如果台灣設立了15家粒子中心，其密度就是美國的五倍以上。」。

### 衛福部《住院病人就醫經驗調查運作模式之先驅研究》成果
由台大公衛學院鄭守夏院長發布之《住院病人就醫經驗調查運作模式之先驅研究》、針對全國所有醫院之醫療品質(PRHQ)研究結果，和信醫院排名居全國之冠，因該報告屬於「衛生福利部中央健康保險署委託計畫未公開技術報告」，無公開全文對照，引發部分醫院討論。

### 鎦-177-PSMA同位素治療
2022年8月，和信醫院進行台灣首例攝護腺癌鎦-177-PSMA同位素治療，該治療方式於歐洲已行之有年，美國則在2022年3月獲FDA（美國食藥署）核准使用。

### Michael Porter 哈佛商學院教案
2010年，國際競爭力大師Michael Porter參訪和信醫院乳癌治療團隊，並將該多科整合醫療模式寫成哈佛商學院個案教材 （页面存档备份，存于），成為台灣第一個登上世界聞名企管教案的醫療院所。

### 八仙樂園彩色派對火災事件
2015年6月27日，八仙樂園彩色派對火災，位置接近八里地區的和信醫院未收治八仙樂園燙傷病患，引起社會廣泛討論，認為和信醫院有兩位整形外科醫師，卻無收治燒燙傷病患，當晚無整形外科的新北市醫院反而收治燒燙傷病患。
2015年6月29日，時任台北市衛生局醫護管理處處長劉越萍表示，和信醫院雖設有急診，但以收治自身的癌症病人為主，未納入急救責任醫院，此為衛福部於醫院評鑑時認定合法之設置運用；衛福部後續並對此爭議發出對外正式聲明：「有關和信治癌中心醫院是否列為台北市指定急救責任醫院一事，本部甫於8月6日接獲台北市政府衛生局回復，「並未指定」該院為急救責任醫院，且該局進一步建議衛福部應針對願意專心投入癌症治療、教學研究之醫療機構考量或重新評估其在緊急救護網之角色。」。
2015年7月1日，院長黃達夫教授於蘋果日報投書《和信醫院沒有見死不救》，表示該院「已做準備等待徵召」。然而後續報章投書質疑，和信醫院屬區域醫院，領取區域醫院較優渥之補助，本該設立急診室並具備「中度急救責任醫院」資格，和信醫院不應長期拒一般非本院病患於千里之外，否則應降級為可不設置急診之地區醫院層級。和信醫院對此提出澄清：「從事件發生後到星期日一整天，我們都沒有接到災害應變中心或者衛生局任何調度電話，沒有任何一通救護車司機來電或者任何一台救護車來到醫院，也沒有任何一位民眾抱傷自行就醫，甚至連我們自己的病人都沒有來電為相識的傷患尋求協助。只有一通自稱八仙樂園工作人員來電詢問我們這裏有沒有傷者名單。」一名和信醫院主管在接受媒體採訪時，出示手機簡訊通聯記錄，證明事發當晚分別於21:45、22:15兩度通知院內急診準備收治八仙塵爆傷患，只是無人送來，並無外傳見死不救之情事。
對此，臺北市衛生局與時任衛福部醫事司副司長商東福均表示，由於和信醫院未設置外科急診室，因此並不在北市17家急救責任醫院名單內，依照災難緊急應變標準作業程序，消防局應變中心當晚確實並未通知和信醫院加入急救行列。
2015年7月7日，時任衛福部醫事司司長王宗曦對外說明，經和信醫院主動聯繫，為支援塵爆病患診治，該院已緊急暫停院內整形外科相關治療排程，以利調度全院唯二整形外科醫師支援外院之用；經衛福部媒合後，該院兩名整形外科醫師已分派至台大醫院及台北榮總進行支援。
資深媒體人、曾為和信醫院病人及員工雙重身分的鄭春鴻投書表示: 「只要在自己的專業上好好的對待病人，那麼在道德上、在醫德上就不會有所虧欠。在本業上沒有盡到責任，抓魚摸蝦誤了莊稼，才是病人與醫院最大的災難。」、「和信醫院有辜家財團背景？這完全是不明事理的誤會。相反地，和信企業團對和信醫院前後捐出27億後，從來都沒有干涉和信醫院成為一家「真正的」非營利公益機構，這是值得肯定的；反觀其他財團捐贈贊助成立的醫院，他們所組成的董事會在「投資」的醫院經營上，是如何進行影響、干預、要求，這是醫界心知肚明的。」。
《商業周刊》「經濟學了沒」專欄作家楊少強從經濟的角度分析：「和信醫院是專門治療癌症的，它的醫療資源用在癌症病人身上，比用在其他病患身上，能帶來更大效果。這些醫療資源當然也可用來照顧燒傷患者，但同一時間這些醫療資源，就不能用來照顧癌症病人，而癌症病患卻是它最擅長治療的。要和信用專門治療癌症的醫療資源，去照顧燒傷患者，對和信來說成本太高了。」。
前臺大醫院急診部醫師、臺大醫院創傷醫學部主任，時任臺北市市長柯文哲則表示，「事實上和信醫院沒有急診設計，是專門做癌症照護的，沒有處理燒燙傷病人，既然沒有設備和人員，送去那裡不是自找麻煩？」。

## 出版
- 和信醫訊

## 外部連結
- 官方网站
- 醫療領導力培育中心 （页面存档备份，存于）